# Santuario de la naturaleza Carlos Anwandter

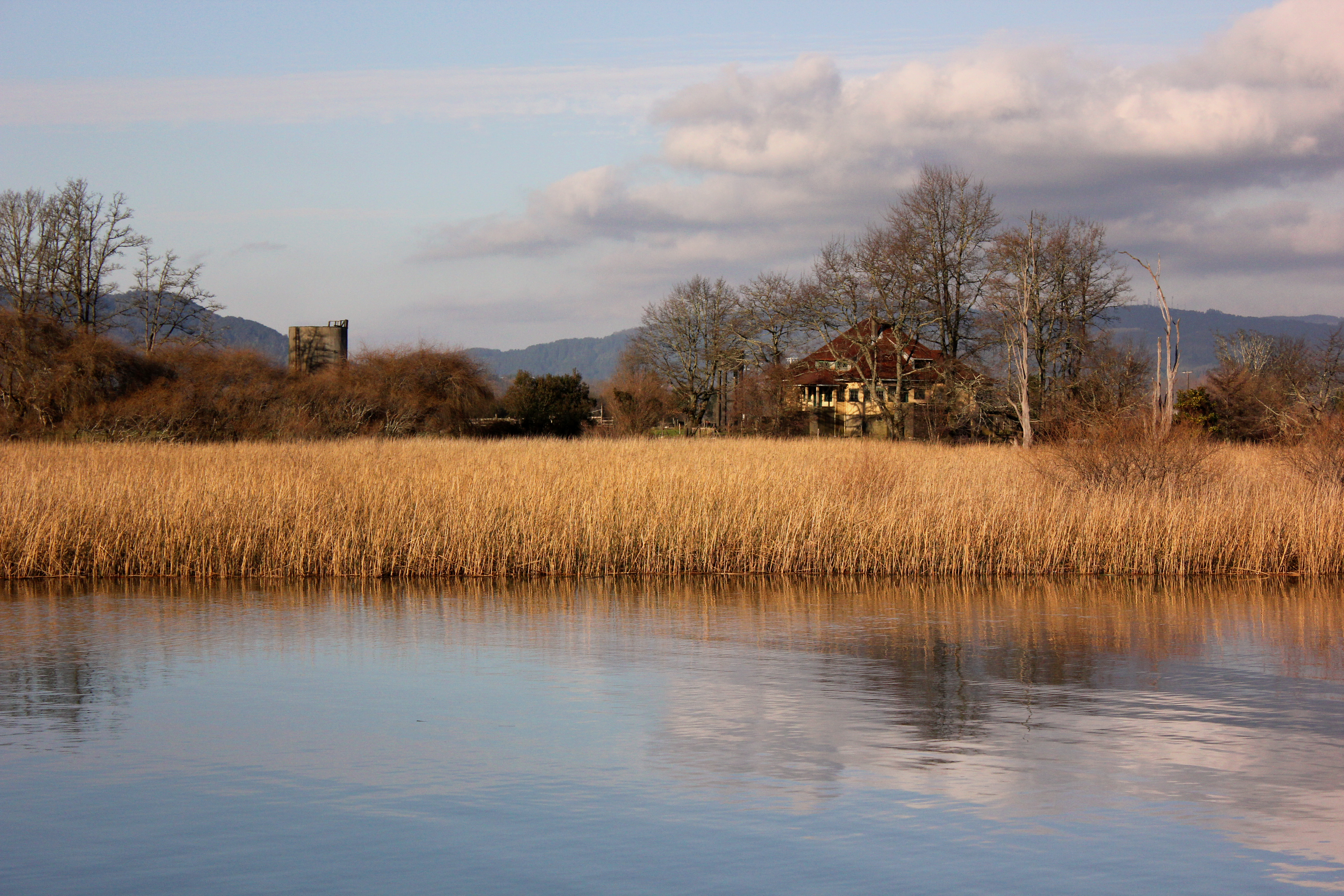
Juncos en el río Cruces.

El Santuario de la naturaleza Carlos Anwandter se originó como consecuencia del terremoto de Valdivia de 1960. El sismo causó el hundimiento de las riberas del río Cruces, formando un humedal de más de seis mil hectáreas, que con el paso del tiempo se pobló de flora y fauna acuáticas. En 1981, 4877 hectáreas del humedal se declararon Santuario de la Naturaleza por el Ministerio de Educación. Además, el mismo año el humedal se convirtió en el primer sitio Ramsar de Chile. 
A mediados de 2004 se constató una muy elevada mortandad de cisnes de cuello negro en el río Cruces. En mayo de 2005 la Corporación Nacional Forestal estimó que la población habitual de cisnes, unas seis mil aves, se había reducido en más del 90 %. Varios años después de que Celulosa Arauco y Constitución (Celco), la empresa responsable de los vertidos tóxicos que causaron daños al ecosistema, fuera condenada a tomar medidas para reparar el daño causado, la cantidad de cisnes se recuperó y en 2018 ya superaba a la cifra anterior a 2004.
Este santuario figura bajo el nombre zona húmeda de los alrededores de la ciudad de Valdivia en página del Consejo de Monumentos Nacionales de Chile.

## Historia
El 22 de mayo de 1960, un terremoto afectó la zona centro-sur de Chile. Con una magnitud de 9,5 MW y una intensidad de XI a XII en la escala de Mercalli, fue el sismo más potente registrado en la historia. Los suelos bajaron entre 1,5 y 2 metros, lo que provocó que las riberas del río Cruces se inundaran. El humedal recién creado permitió que una gran variedad de flora y fauna acuática poblara el área.
El 3 de junio de 1981, el Ministerio de Medio Ambiente de Chile declaró el humedal santuario de la naturaleza mediante el Decreto Supremo n.º 2734. Luego, el 27 de julio de 1981, Chile se subscribió al Convenio de Ramsar, destinado a la conservación de humedales de importancia internacional. El santuario Carlos Anwandter fue el primer sitio Ramsar de Chile.

### Crisis ambiental
En 2004 el santuario sufrió un proceso de deterioro ambiental que produjo la muerte y migración masiva de una de las colonias de cisnes de cuello negro más grandes de Sudamérica, junto con otras especies de aves. Entre 1999 y 2004, la población de aves acuáticas fluctuaba entre 5780 y 25 985 individuos. Entre 2005 y 2010, se registró un descenso significativo de estas, alcanzando entre 335 y 7131 individuos. Asimismo, la población de cisnes de cuello negro bajó de una media de 5323 individuos a 513. Otra especie afectada fue el luchecillo, una planta acuática que es el principal alimento del cisne de cuello negro. En solo un año desapareció casi por completo del humedal.
A fines de 2004, y con el fin de determinar las causas del deterioro, la Comisión Nacional del Medio Ambiente (CONAMA) delegó a la Universidad Austral de Chile la conducción de un estudio. Este concluyó que el desastre ecológico se debió a la contaminación por metales pesados —específicamente cobre, hierro, manganeso y zinc— y determinó que la planta de celulosa Valdivia, propiedad de Celulosa Arauco y Constitución (Celco), había emitido los residuos contaminantes. El 6 de octubre de 2006, el santuario ingresó al Registro de Montreux, una lista de sitios Ramsar amenazados por el deterioro ambiental.
En julio de 2013, el juzgado civil de Valdivia declaró a Celco culpable del daño ambiental, en un juicio iniciado por el Consejo de Defensa del Estado. La empresa fue condenada a tomar medidas para la conservación del humedal, entre ellas un programa de monitoreo del enclave. Una vez cumplidos los requisitos anteriores, la compañía deberá indemnizar a la comunidad por los daños causados. A partir del cese del vertido de sustancias contaminantes, la población de cisnes comenzó a recuperarse y en 2018 ya superaba la cantidad de aves anterior a 2004.

## Descripción

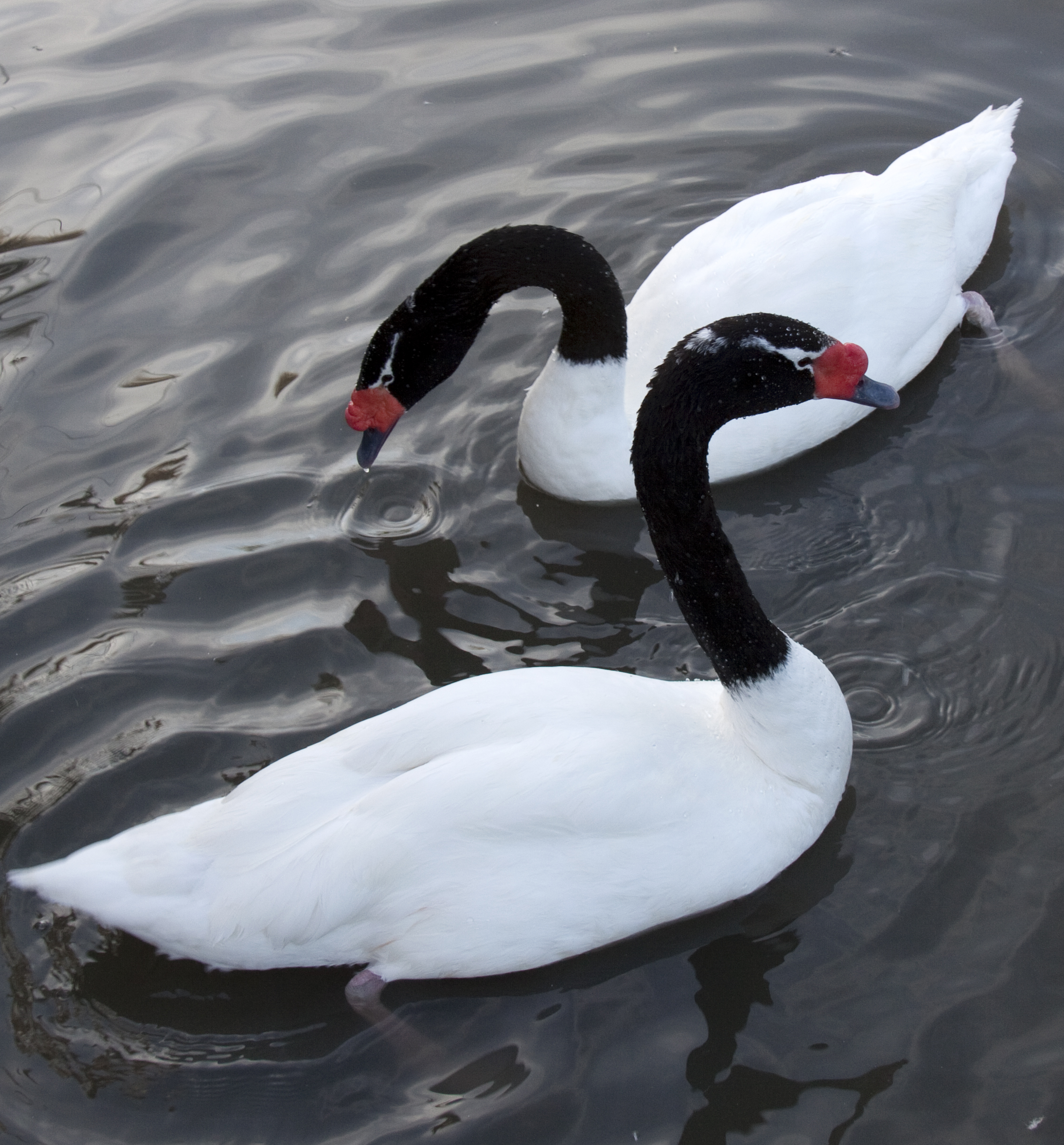
Cisnes de cuello negro

El santuario se ubica tres kilómetros al norte de la ciudad de Valdivia, e incluye los humedales de los ríos Cruces y Chorocomayo. Comienza en la separación de los ríos Cruces y Cau-cau, al norte de la isla Teja, y termina dos kilómetros al norte del castillo San Luis del Alba. Posee una extensión de 25 kilómetros y un ancho promedio de 2 kilómetros.

### Flora
El santuario pertenece a la ecorregión bosque valdiviano y posee vegetación nativa de tipo acuática, templada y siempreverde. La flora del humedal está constituida por 80 especies de plantas, distribuidas en 63 géneros, 39 familias y 3 clases. Además, 54 especies son nativas y 26 introducidas. La clase más representada es la de las dicotiledóneas, con 49 especies que corresponden al 61 % de la flora del río Cruces. Antes del 2004, la especie más abundante era el luchecillo (Egeria densa), pero la contaminación del río causó que desapareciera casi totalmente. Otras especies predominantes en el área son: la totora (Schoenoplectus californicus), el junco chileno (Juncus procerus) y la onograria (Ludwigia peploides).

### Fauna
El humedal presenta un bajo número de mamíferos. Las especies autóctonas más comunes son el huillín (Lontra provocax), el coipo (Myocastor coypus), y el visón (Neovison vison) especie introducida. En ocasiones, el lobo marino (Otaria flavescens) llega hasta el área. También alberga una gran cantidad y variedad de aves. Antes de su contaminación, el humedal era el centro de reproducción más importante del país del cisne de cuello negro (Cygnus melancoryphus). Otras de las especies de aves abundantes eran las taguas (Fulica) y la tagüita (Gallinula melanops). Además, se reproducen colonias de garzas (Ardea alba, Ardea cocoi, Nycticorax nycticorax, Bubulcus ibis y Egretta thula) y varias especies de anseriformes.
Hay ocho especies de anfibios presentes en el humedal; dos de ellas endémicas (Eupsophus vertebralis y Calyptocephalella gayi). Otras dos se encuentran amenazadas (C. gayi y Rhinoderma darwinii). Existen 19 especies de peces en el sector, de las cuales 7 son introducidas y 12 son autóctonas.
Hay diecinueve especies de peces, de las cuales siete son introducidas, como carpa (Cyprinus carpio) y trucha (Salmo trutta), y doce autóctonas como puye (Galaxias maculatus) y carmelita (Percilia gillissi).
Se han registrado tres especie de crustáceos decápodos: pancora (Aegla abtao), camarón de río (Samastacus spinifrons) y camarón del hualve (Parastacus nicoleti).